# Радонски извори и језера код села Лопухинке
Радонски извори и језера код села Лопухинке (рус. Радоновые источники и озёра в деревне Лопухинка) заштићено је подручје од регионалног значаја у категорији геолошког и хидролошког споменика природе (МУЗП категорија III), смештено у западном делу Лењинградске области, на северозападу европског дела Руске Федерације. Административно припада Ломоносовском рејону Лењинградске области.
Заштићено подручје налази се у јужном делу Ломоносовског рејона између атара села Лопухинке и Верхније Рудице. Основано је одлуком Извршног одбора Лењинградске области од 29. марта 1976. године на територији површине око 270 хектара.
На територији овог споменика природе налазе се бројни површински извори чије воде долазе из камбријум-ордовичког водоносног слоја, и које су богате изузетно великим концентрацијама радиоактивних елемената, посебно радона. Вода из брјних извора слива се у један водоток, речицу Лопухинку (притоку Коваша), при чему се формира својевсрна кањонска долина чија дубина достиже до 30 метара. У горњем делу те кањонске долин вештачким путем сређена су два највећа извора и постављене су мање бране, што је довело да стварања две мање вештачке акумулације на раздаљини од око 50 метара. Оба језерца су широка око 50 метара, и са дужинама од 200 и 500 метара. Због високих концентрација радона ове воде се сматрају лековитима.
Вегетацију подручја углавном чине травнате и жбунасте форме, шуме су ретке и доминирају мање листопадне формације храста, бреста, липе, јавора и јасена.
На територији овог заштићеног природног добра најстроже су забрањени сви видови пољопривредне и индустријске активности, мелиоративне активности, употреба хемикалија и пестицида, лов и риболов и све оне активности које могу да доведу до дисбаланса природне равнотеже подручја. Дозвољене су искључиво санитарне сече дрвећа, прикупљање гљива и бобичастог воћа, те спровођење научно-истраживачких радова и екскурзија за студенте и ђаке.